# South African Airways
South African Airways sau SAA (afrikaans: Suid-Afrikaanse Lugdiens - SAL) este compania aeriană națională a Africii de Sud. Deține hub-uri în Johannesburg și Cape Town și este cel mai mare operator aerian pe rute domestice și internaționale. Sediul principal este la aeroportul internațional OR Tambo.

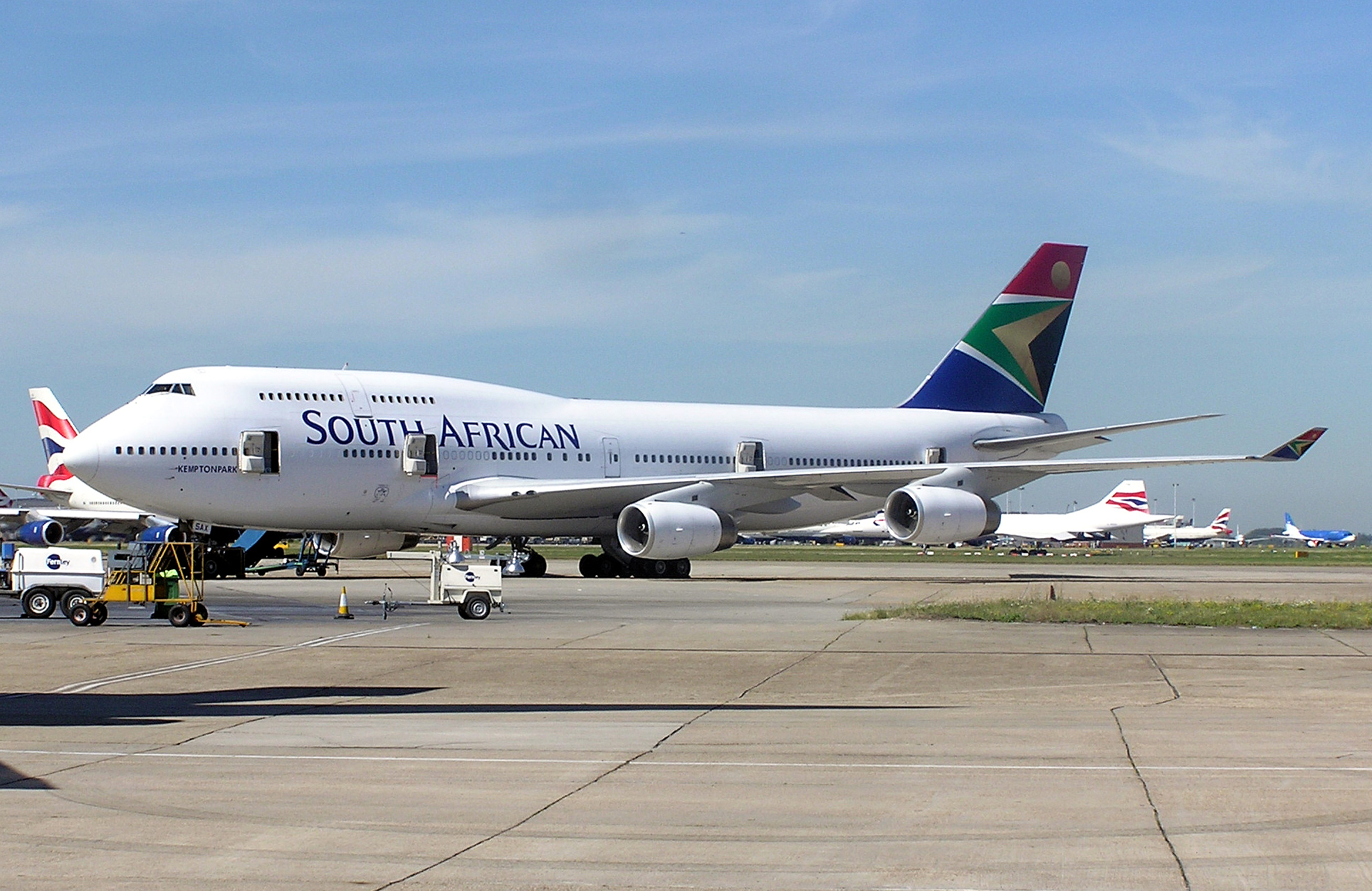
Avion South African Airways Boeing 747-400 în Aeroportul Londra Heathrow

Destinaţiile internaţionale South African Airways.
Africa de Sud
destinații South African Airways

     Africa de Sud
     destinații South African Airways

## Alianțe
Pe data de 10 aprilie 2006 SAA a devenit oficial membră Star Alliance.
South African Airways este parteneră a Skywards, un program al companiei Emirates Airline și cu El Al Israel Airlines. În noiembrie 2021, în cadrul unui cadru de parteneriat strategic (SPF), semnat în timpul unei ceremonii în prezența președintelui sud-african Cyril Ramaphosa și a președintelui kenyan Uhuru Kenyatta. Kenya Airways și South African Airways vor lucra acum împreună pentru a „crește traficul de pasageri, opțiunile de transport și comerțul în general prin utilizarea forțelor din Africa de Sud, Kenya și Africa”, explică un comunicat.

## Destinații
SAA operează atât zboruri intercontinentale către São Paulo, New York, Washington, D.C., Londra, Frankfurt, München, Hong Kong și Perth, cât și zboruri domestice și regionale.

## Flota

### Avioane
Flota companiei South African Airways (03.02.2018):